# WestBam
WestBam, pseudonimo di Maximilian Lenz (Münster, 4 marzo 1965), è un disc jockey e musicista tedesco.

## Discografia

### Album
- 1988 - Westbam
- 1988 - Westbam in Seoul
- 1989 - The Cabinet
- 1991 - The Roof Is On Fire
- 1991 - A Practicing Maniac at Work
- 1994 - Bam Bam Bam
- 1997 - We'll Never Stop Living This Way
- 2002 - Right On
- 2005 - Do You Believe in the Westworld
- 2010 - A Love Story 89-10
- 2013 - Götterstrasse